# Lasker Chess Club
Lasker Chess Club – izraelski klub szachowy z siedzibą w Tel Awiwie, ośmiokrotny mistrz kraju.

## Historia
Klub został utworzony w 1922 roku, co czyni go drugim najstarszym klubem założonym na terenach obecnego Izraela. Współzałożyciel, Arie Mohilwer, był także mistrzem klubowym w latach 1922–1924. W 1939 roku w mistrzostwach klubu uczestniczył Mosze Czerniak. W latach 1954–1961 klub ośmiokrotnie zdobył drużynowe mistrzostwo Izraela.